# Goga Sekulić
Gordana "Goga" Sekulić (serbisk kyrilliska: Гордана "Гога" Секулић), född 27 februari 1977 i Pljevlja, dåvarande Jugoslavien, nuvarande Montenegro, är en montenegrinsk sångerska. År 2006 slog hon igenom med låten "Gacice" som betyder trosor. Därefter släppte hon singeln "Sexy Biznismen". Hon har sjungit duett med Osman Hadžić på låten "Tvoje oči" (Dina ögon).
Hon har även medverkat i filmen Mi nismo Andeli 3 (Vi är inte Änglar).